# 宮野村 (福岡県嘉穂郡)
宮野村（みやのむら）は、福岡県にあった村で、嘉穂郡に属していた。旧嘉麻郡。

## 地理
筑豊を構成する自治体の一つでもあった。

## 歴史
- 1889年4月1日 - 町村制施行に伴い嘉麻郡桑野村、小野谷村、上村、宮吉村の区域をもって宮野村が成立。村名については、宮吉村から「宮」、桑野村・小野谷村から「野」の字を取って命名されたものである。
- 1896年4月1日 - 嘉麻郡と穂波郡が合併、嘉穂郡が誕生[1]。当村も嘉穂郡に属することになる。
- 1955年1月1日 - 嘉穂郡大隈町、足白村、千手村と対等合併して嘉穂町となり、自治体としては消滅した。

## 教育

### 小学校
- 宮野村立宮野小学校
  - 宮野村立宮野小学校桑野分校

### 中学校
- 宮野村立宮野中学校

## 交通

### 鉄道
村内に駅はなし。最寄の駅は大隈駅又は上山田駅。

### 道路
- 国道211号